# Österwiehe
Die Ortschaft Österwiehe ist Teil der ostwestfälischen Stadt Verl im Kreis Gütersloh im Nordosten Nordrhein-Westfalens und liegt im Ortsteil Kaunitz.

## Geographie
Im Süden der Stadt Verl liegend, grenzt Österwiehe im Westen an den Rietberger Ortsteil Westerwiehe. Im Süden grenzt es an Delbrück und Hövelhof, beide im Kreis Paderborn. Österwiehe hat eine eigene Gemarkung mit der Nummer 2538 im Kreis Gütersloh.

## Geschichte
Die Bauerschaft Österwiehe gehörte bis zu den Napoleonischen Kriegen zur Grafschaft Rietberg. Auf dem Gebiet der Bauerschaft wurde im 18. Jahrhundert das Kolonistendorf Kaunitz angelegt. Von 1807 bis 1813 bildete Österwiehe eine Gemeinde im Kanton Rietberg des Departements der Fulda im Königreich Westphalen. Die Gemeinde kam 1816 zum neuen Kreis Wiedenbrück in der preußischen Provinz Westfalen. Am 1. Juli 1838 wechselte die Gemeinde aus dem Kanton Rietberg in den Kanton Verl, aus dem 1843 das Amt Verl wurde.
Durch das Gesetz zur Neugliederung des Kreises Wiedenbrück und von Teilen des Kreises Bielefeld wurde die Gemeinde Österwiehe mitsamt Kaunitz am 1. Januar 1970 in die Gemeinde Verl eingegliedert, die seit 1973 zum Kreis Gütersloh gehört und 2010 das Stadtrecht erhielt.
Die amtliche Schreibweise von Österwiehe war bis 1969 Oesterwiehe.